# Tropidomyia alexanderi
Tropidomyia alexanderi är en tvåvingeart som beskrevs av Camras 1955. Tropidomyia alexanderi ingår i släktet Tropidomyia och familjen stekelflugor. Inga underarter finns listade i Catalogue of Life.